# Chorisoneura levallonia
Chorisoneura levallonia es una especie de cucaracha del género Chorisoneura, familia Ectobiidae. Fue descrita científicamente por Rocha e Silva & Lopes en 1977.
Habita en Brasil.